# Abborrtjärnen (Ljusdals socken, Hälsingland)
Abborrtjärnen är en sjö i Ljusdals kommun i Hälsingland och ingår i Ljusnans huvudavrinningsområde.